# Dumb Type
Dumb Type (en anglais : imbécile) est un collectif d'artistes multidisciplinaire fondé en 1984 à Kyoto (Japon) par des étudiants de l'Université municipale des Arts de Kyoto, dont Teiji Furuhashi et Shiro Takatani, son directeur artistique depuis 1995. Il regroupe des comédiens, graphistes, vidéastes, architectes, danseurs, ingénieurs du son, musiciens, et expose ses œuvres en tous lieux, investissant l'espace par des installations complexes, pour critiquer avec un humour féroce la transformation de notre quotidien par la technologie, remettre en cause la toute-puissance des médias, ou questionner sur les frontières entre la vie et la mort. Dumb Type a été pionnier en installations numériques.
Le collectif compte ou a compté parmi ses membres (par ordre alphabétique) :
Ichiro Awazu, Alfred Birnbaum, Peter Golightly, Takayuki Fujimoto, Manna Fujiwara, Ken Furudate, Teiji Furuhashi, Satoshi Hama, Marihiko Hara, Yuko Hirai, Yukihiro Hozumi, Ryoji Ikeda, Kenjiro Ishibashi, Izumi Kagita, Takao Kawaguchi, Toru Koyamada, Hidekazu Maeda, Takuya Minami, Noritoshi Nakagawa, Seiko Ouchi, So Ozaki, Richi Owaki, Ryuichi Sakamoto, Ryo Shiraki, Norico Sunayama, Tadasu Takamine, Shiro Takatani, Yoko Takatani, Mayumi Tanaka, Hiromasa Tomari, Tomohiro Ueshiba, Misako Yabuuchi, Toru Yamanaka.
On peut distinguer trois périodes dans l'histoire de Dumb Type : sociopolitique, sensorielle et "play-back".
Dès les années 1980, le collectif tourne hors du Japon et acquiert rapidement une reconnaissance internationale. Plusieurs expositions solos lui sont consacrées, au Centre Pompidou-Metz en 2018, au MOT-Musée d'art contemporain de Tokyo en 2020 et à la Haus der Kunst à Munich en 2022.
Certaines de ses pièces font partie des collections permanentes de plusieurs musées à travers le monde, comme le Musée métropolitain de la photographie de Tokyo, Musée des Beaux-arts d'Osaka, le Musée d'art contemporain de Lyon, le Centre Pompidou ou encore le Musée d'art moderne de New York.
En 2022, Dumb Type est choisi pour représenter le Japon à la 59e exposition internationale d'art de la Biennale de Venise.

## Discographie
- S/N (Les Disques Du Soleil Et De L'Acier, 1995)
- 1985-1994 (Foil Records, 1996)
- Remix (Foil Records, 1997)
- [OR] (Foil Records, 1998)
- Memorandum (CCI Recordings, 2000)

## Films
- Portrait de Dumb Type (16 min / 1998 / a.p.r.e.s production) Ce film présente le parcours du groupe de danse-performance Dumb Type, collectif d’artistes, formé à Kyoto en 1984 autour de l’artiste Teiji Furuhashi. Nouvelles technologies, vidéo, danse, musique électronique se retrouvent réunis sur l’espace d’une scène au profit d’un travail d’écriture par l’image.

## Installations
- 7 Conversation Styles (1985)
- Playback (1989-2018)
- pH (1990-2018)
- S/N (1994)
- LOVE/SEX/DEATH/MONEY/LIFE (1994-2018)
- Lovers (1995)
- OR (1997)
- Memorandum (1999)
- Cascade (2001)
- Voyages (2002)
- MEMORANDUM OR VOYAGE (2014)
- TRACE/REACT II (2020)
- 2022, pour le Pavillon Japonais, Biennale de Venise (2022)
- 2022: remap, adaptation de l’installation créée pour le Pavillon du Japon à la Biennale de Venise 2022 au Musée Artizon à Tokyo

## Spectacles
- The Admirable Health Method (1984)
- An Asteroid Addition (1984)
- Plan for Sleep #1 (1984)
- Plan for Sleep #2 (1984)
- An Encyclopedia for Landscapemanias (1985)
- Listening Hour #1 (1985)
- Listening Hour #2 (1985)
- Every Dog has his Day (1985)
- Plan for Sleep #3 (1986)
- Plan for Sleep #5 (1986)
- Yes, the Salt of Passion (1987)
- 036-Pleasure Life (1987)
- Pleasure Life (1988)
- The Nutcracker, avec Mika Kurosawa (1989)
- The Polygonal Journey #1, avec Bridgehouse Collection (1989)
- pH (1990)
- The Polygonal Journey #2, avec Bridgehouse Collection (1990)
- The Enigma of the late Afternoon, avec Hôtel Pro Forma (1992)
- S/N (1994)
- [OR] (1997)
- Dangereuses Visions (1998) d' Art Zoyd et Orchestre national de Lille (création visuelle sur une pièce symphonique)
- memorandum (2000)
- Voyage (2002)
- 2020 (2020)
- 2022: remix (2022), concert visuel

## Artistes influencés par Dumb Type
- Rachid Ouramdane pour son solo Morts pudiques (2004)[1]